# Агломерація Белен (мезорегіон)
Агломерація Белен (порт. Mesorregião Metropolitana de Belém) — адміністративно-статистичний мезорегіон в Бразилії, входить в штат Пара. Населення становить 2671 тис. чоловік на 2007 рік. Займає площу 6890,336 км². Густота населення — 300,57 чол./км².

## Демографія
Згідно з даними, зібраними в ході перепису 2010 р. Національним інститутом географії і статистики (IBGE), населення мезорегіону становить:
| Повне населення                              | Повне населення                              | Повне населення                              | Повне населення                              | 2 437 297 |
| -------------------------------------------- | -------------------------------------------- | -------------------------------------------- | -------------------------------------------- | --------- |
| в том числе:                                 | Міське населення                             | 2 252 203                                    | Відсоток міського населення, %               | 92,41     |
|                                              | Сільське населення                           | 185 094                                      | Відсоток сільського населення, %             | 7,59      |
|                                              | Чоловіче населення                           | 1 172 013                                    | Відсоток чоловічого населення, %             | 48,09     |
|                                              | Жіноче населення                             | 1 265 284                                    | Відсоток жіночого населення, %               | 51,91     |
| Густота населення, чол/км²                   | Густота населення, чол/км²                   | Густота населення, чол/км²                   | Густота населення, чол/км²                   | 353,71    |
| Населення мезорегіону в % до населення штату | Населення мезорегіону в % до населення штату | Населення мезорегіону в % до населення штату | Населення мезорегіону в % до населення штату | 32,15     |

## Склад мезорегіону
В мезорегіон входять наступні мікрорегіони:
1. Белен
2. Кастаньял

| Бразилія | Це незавершена стаття з географії Бразилії. Ви можете допомогти проєкту, виправивши або дописавши її. |